# 幽灵号恐怖车
《幽灵号恐怖车》（英語：The Car）是 一部于1977年上映的美国恐怖片，由埃利奥特·西尔弗斯坦执导，迈克尔·巴特勒、丹尼斯·史瑞克、莱恩·斯莱特编剧，由詹姆斯·布洛林、凯瑟琳·劳埃德、约翰·马利、罗尼·考克斯以及金和凯尔·理查兹姐妹主演。它讲述了一辆无人驾驶、被魔鬼附身的神秘汽车横冲直撞，恐吓并杀害小镇居民的故事。
这部电影由环球影业制作和发行，受到了1970年代各类“公路电影”的影响，包括史蒂文·斯皮尔伯格的惊悚片《决斗》（1971) 和罗杰·科曼的《死亡竞赛 2000》(1975)。 其衍生续集《幽灵车：复仇之路》于2019年1月8日上映。 

## 剧情
影片开头展现了两名骑自行车的人穿过峡谷，后面跟着一辆神秘的哑光黑色林肯大陸汽车。在一座桥上，汽车将一名骑手压在墙上，然后从后面撞向另一名骑手，将他从桥上弹下来。一位希望搭便车的人遇到了这辆汽车并在这辆车故意试图将他撞倒后对其进行了侮辱。作为回应，汽车从他身上碾过几次然后离开。当地治安办公室接到了有关一系列肇事逃逸死亡事件中的第一个电话报案，得知了这辆车的线索。阿莫斯·克莱门斯(R·G·阿姆斯特朗饰)在看到这辆车碾过搭车者后指出，这辆车似乎是经过精心定制的，而且没有牌照。
当晚，显然是为了杀死阿莫斯，这辆车反而碾过了警长埃弗里特·派克（约翰·马利饰），让首席副官韦德·帕伦特（詹姆斯·布洛林饰）负责。在随后的调查中，事故的一名目击者称车内没有司机，这进一步加剧了韦德的困惑。为了他们的安全，韦德要求当地学校的教师女友劳伦（凯瑟琳·劳埃德饰）取消即将到来的军乐队排练。劳伦和她的朋友，韦德的副手卢克约翰逊（罗尼考克斯）的妻子，请求他让他们排练，卢克无意中同意了。
当学校军乐队在当地表演场地排练时，这辆车进入镇子并开始袭击。它追着那群师生进入墓地。奇怪的是，这辆车不会进入墓地，因为劳伦嘲讽了镇上任何人都没有见过的所谓司机。汽车似乎很生气，摧毁了一个砖砌的门柱，然后离开了。警察沿着沙漠的高速公路追逐汽车，然后该车辆突然掉头，摧毁了几辆警车，并在此过程中杀死了韦德的五名副手。韦德面对车辆，惊讶地发现他的子弹没有在汽车的挡风玻璃或轮胎上留下凹痕。韦德试图打开车门，发现该车没有门把手，这时车门自行打开，韦德发现车内没有驾驶员并被车门撞倒，车子随后逃逸。在医院里，韦德得到了副手和劳伦的安慰。后来他主动提出要给她买一些备用的干净衣服。
那天晚上，劳伦正在家里收拾东西，正在和韦德打电话，那辆车径直穿过她的房子撞向了她。卢克向极度悲伤和愤怒的韦德暗示，它是在报复劳伦对它的侮辱，并指出，它显然没有进入墓地是因为据《圣经》所说，“这片土地是神圣的”。韦德制定了一个计划，将汽车埋在城外峡谷的可控爆炸下以阻止汽车。在发现这辆车在他自己的车库里等着他们后，他们被迫匆忙执行他的计划。他们被汽车追到一个多山的峡谷地区，他的副手在那里设置了陷阱。
在最后的交锋中，韦德和卢克站在悬崖边，引诱汽车直奔他们，然后在越过悬崖时跳到一边。随着炸药爆炸和瓦砾落在汽车上，爆炸的烟雾和火焰中出现了一个可怕的恶魔般的面孔，震惊了他们。尽管卢克坚持，韦德拒绝相信这群人在火焰中看到的东西。
这部电影的结尾是恶魔车在洛杉矶市中心的街道上徘徊，它显然在撞车事故中幸存下来。

## 制作
影片中邪恶的黑色汽车是由好莱坞著名汽车定制师乔治·巴里斯设计的高度定制的 1971 年林肯大陆马克 III 。剧组在六周内为这部电影制造了四辆汽车。三辆用作特技车，第四辆用作特写镜头。特技车在制作过程中被毁坏，而第四辆现在被私人收藏。
汽车的车身涂有钢色、珍珠色和木炭色。窗户被层压成两种不同的色调，里面是烟熏色，外面是琥珀色，所以人们可以看到外面但看不到里面。为了按照导演埃利奥特·西尔弗斯坦的要求给“汽车”一个“险恶”的外观，巴里斯将汽车的车顶比平时降低了 3 英寸，并将相同长度的侧挡泥板改得更高和更长。根据西尔弗斯坦的说法，汽车喇叭发出的独特声音用莫尔斯电码拼出字母 X。
部分影片在犹他州的圣乔治、飓风-拉弗金桥、锡安、卡纳布、疯马峡谷和格伦峡谷拍摄。 
已故撒旦教會领袖安东·拉维在这部电影中获得了“技术顾问”的名誉称号。
这部电影贯穿始终的主题曲，是重新制作的管弦乐版《死亡之歌》 。

## 评价
这部电影受到评论家的批评，理由是对话和表演不佳。根据 18 条评论，这部电影获得了爛番茄28%的新鲜度。